# Haus Erholung

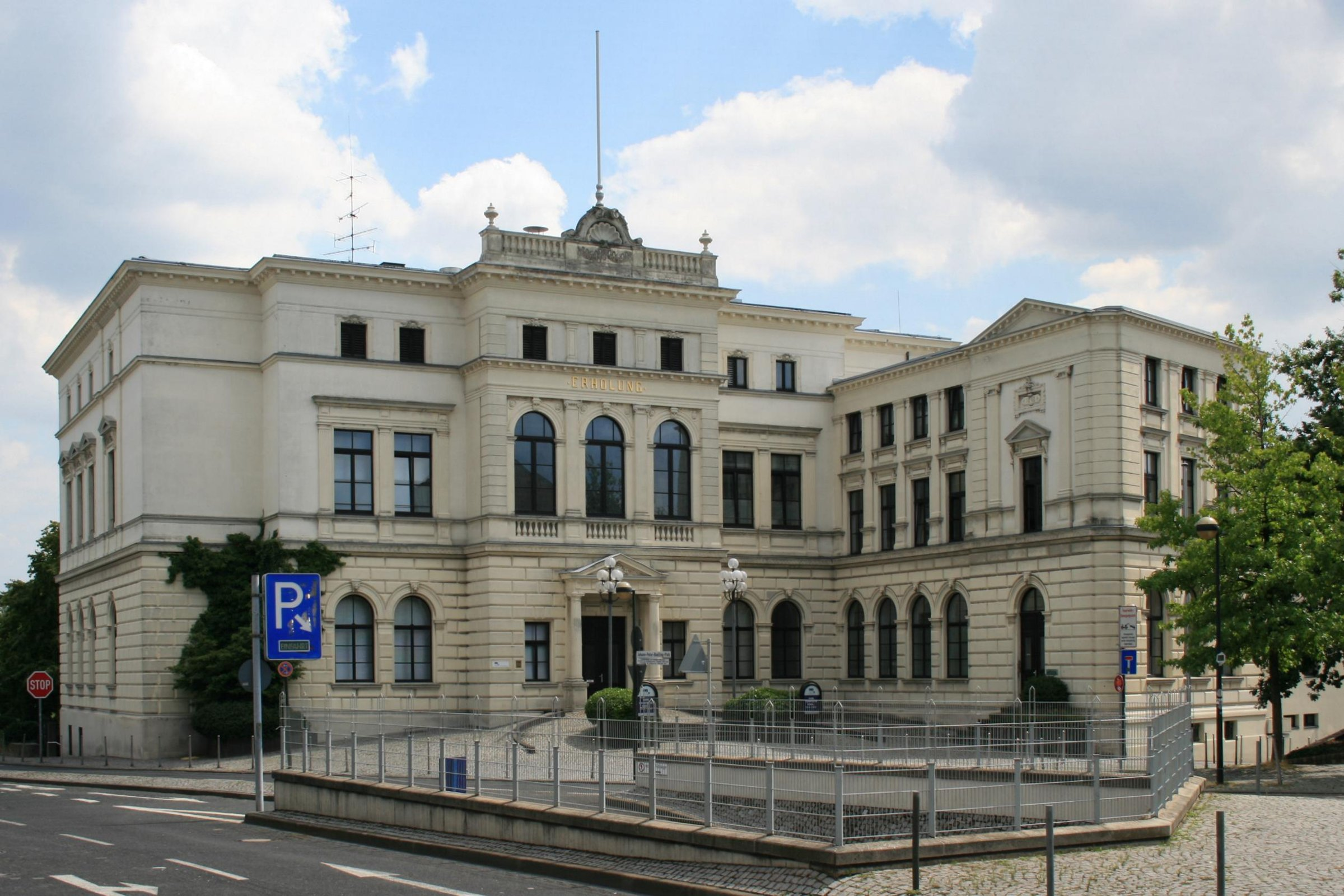
Haus Erholung in Mönchengladbach (2010)

Das Haus Erholung ist ein Gebäude im Stil des Klassizismus in Mönchengladbach.
Es liegt auf dem Abteiberg in der Nähe des Hans-Jonas-Parks und des Museums Abteiberg im Stadtteil Gladbach. Das Haus Erholung wurde 1861 auf Betreiben der 1801 von Kaufleuten und Unternehmern gegründeten „Gesellschaft Erholung“ gebaut. Der ursprünglich rechteckige Backsteinbau wurde 1876 um einen Querflügel erweitert. Durch britische Bombenangriffe wurde das Gebäude am 31. Januar 1943 teilweise zerstört; Instandsetzungsarbeiten fanden bis 1969 nur in Teilbereichen statt. Erst von 1979 bis 1981 wurde das Haus unter Aufsicht des Landeskonservatoramts mit einer Durchbaumaßnahme wieder instand gesetzt. Der Nordflügel war nicht mehr zu retten und musste abgerissen werden. Seitdem dient das Gebäude Festlichkeiten und Veranstaltungen verschiedener Art. 1983 verkaufte die Gesellschaft Erholung das Haus an die Stadt Mönchengladbach, die es 1984 unter Denkmalschutz stellte.

## Denkmalbeschreibung
Auf dem Abteiberg, am Johann-Peter-Boelling-Platz gelegenes viergeschossiges, repräsentatives Gesellschaftsgebäude mit ehemaligem Mezzanin-Dachgeschoss und Flachdach. Rechtsseitlich an der Straße Fliescherberg ein abgewinkelter zweigeschossiger Anbau mit Mezzaningeschoss.
Der Hauptkörper zeigt nach Westen einen zweifach gestaffelten Mittelrisalit. Die vordere Front des Risalits ist im ersten Obergeschoss mit drei Rundbogenfenstern gegliedert. Im Erdgeschoss befindet sich mit Säulen und Supraporten der Haupteingang, flankiert von zwei hochrechteckigen Fenstern. Im Mezzaningeschoss sind drei kleine Fenster angeordnet. Der zurückgestaffelte Teil des Risalits wird gebildet von im Sockelgeschoss einer Zwei-Fenster-Gruppe mit Rundbögen rechts und links, im ersten Obergeschoss von einer Doppelfenstergruppe mit Pilastern, Supraporte und Brüstungsschmuck. Im Mezzaningeschoss zwei Einzelfenster links und rechts. Ein schweres Renaissanceprofil schließt den Dachüberstand ab, gegliedert durch vielfältige Profile und durch einen Balkenkopfrhythmus.
Der vordere Mittelrisalit ist bekrönt durch eine Zierattika mit Balustern und einer barocken zentralen Muschelform mit Supraporte und Girlandenschmuck. Die waagerechte Zäsur der Hauptgeschossgesimse ist am Gebäude umlaufend auch über den rechtsseitlichen zweigeschossigen Anbau mit Mezzaningeschoss an der Straße Fliescherberg. Dieser Anbau hat nach Westen eine Zwei-Fenster-Gruppe in allen drei Geschossen, im Sockelgeschoss mit Rundbogen gestaltet.
Im nördlichen Bereich des Anbaues ist ein rechter Seitenrisalit gebildet mit einem Nebeneingang mit Rundbogentür sowie darüber liegend ein Einzelfenster mit Supraportengestaltung. Darüber die Jahreszahl 1808 und darüber ein Giebeldreieck. Links daneben eine Vier-Fenster-Gruppe, im Sockelgeschoss Rundbögen, im Obergeschoss rechteckige, im Mezzaningeschoss fast quadratische Fenster. Das gesamte Sockelgeschoss ist mit schweren Naturstein-Bossenimitationen gegliedert; das erste Obergeschoss und das Mezzaningeschoss sind in Glattputz ausgeführt. Lediglich die Fenstergewände mit Brüstungsschmuck und Supraporten sowie waagerechten Gesimsen ergeben die Gliederung der Ostfassade.
Die Nordfassade wurde nach Verkürzung des Gebäudes neu in Anpassung an den gegebenen Formenkanon gegliedert. Im bossierten Sockelgeschoss der Nordseite vier Rundbogenfenster, darüber ein waagerechtes Gesims mit Mäandermuster. Im ersten Obergeschoss vier  hochrechteckige Fenster mit Gewänden und Supraporten, darüber im Mezzaningeschoss ebenfalls vier kleine, fast quadratische Fensteröffnungen. Rechtsseitlich ist in den Fassaden beider Obergeschosse durch eine Pilasterstellung die Flurgliederung der Innenraumnutzung ablesbar.
Die Ostfassade ist durch eine neun-fenstrige Reihung im ersten Obergeschoss, dem ehemaligen Saal, gegliedert mit darüberliegenden Mezzaningeschossfenstern. Im Erdgeschoss wurden ein Restaurant und eine Terrasse angebaut. Dort stehen gusseiserne Brüstungsgitter zwischen den Mauerwerkspfeilern. Aus der Gebäudemittelachse führt der Ausgang aus dem Restaurant über eine zweiflügelige Freitreppe in den Garten. Dieser ist in einer Restgröße von ca. 30 m Länge erhalten mit einem mittleren medaillonförmigen Rasengebilde und einem Teich. Das Gelände fällt nach Osten ab; an der östlichen Grundstücksgrenze befinden sich eine Stützmauer und eine Treppe, die in den öffentlichen Park führt. Man hat einen weiten Blick über die Dächer Mönchengladbachs.
Nach dem Ersten Weltkrieg ließ die Gesellschaft Erholung zwei Denkmaltafeln mit den Namen von 62 Mitgliedern aufstellen, die im Krieg gefallen waren.